# پایگاه نیروی هوایی لورینگ (حوزه سرشماری)
پایگاه نیروی هوایی لورینگ (به انگلیسی: Loring Air Force Base) یک منطقهٔ مسکونی در ایالات متحده آمریکا است که در شهرستان اروزتوک، مین واقع شده‌است. پایگاه نیروی هوایی لورینگ ۲۱٫۳ کیلومتر مربع مساحت و ۲۲۵ نفر جمعیت دارد و ۲۲۷٫۴ متر بالاتر از سطح دریا واقع شده‌است.